# Тринити (полуостров)
Тринити (на английски: Trinity Peninsula) е полуостров, заемащ най-северната част на Антарктическия полуостров. Тук се намира най-северната точка на континента Антарктида – нос Прейм Хед (63°12′48″ ю. ш. 57°18′08″ з. д. / 63.213333° ю. ш. 57.302222° з. д.). Простира се на 115 km в посока от запад-югозапад на изток-североизток, като границата му с останалата част на континента се прекарва по линията от залива Бон на север до протока Принц Густав на юг. Бреговата му линия е силно разчленена от множество по-малки заливи Бон, Лафон, Йон и др. (по северното крайбрежие), Хоп и др. (по източното), Дусе и др. (по южното), полуострови – Табарин и др. и множество близки острови. На североизток протока Антарктик го отделя от островите д'Юрвил, Жуенвил и др., а на юг, дългият и тесен проток Принц Густав – от островите Джеймс Рос, Вега, Ил и др. Релефът е предимно планински, като най-високите върхове са д’Юрвил, Жакино и др.
Северното крайбрежие на острова е открито на 30 януари 1820 г. от английския мореплавател Едуард Брансфийлд, а части от източното и южното крайбрежие от експедициите на Жул Дюмон-Дюрвил (1838), Джеймс Кларк Рос (1842) и Ото Норденшелд (1902). През различни периоди от откриването си е носил няколко наименования – Земя Тринити, Земя Палмър и Земя Луи Филип, докато през 1961 г. окончателно е наложено названието полуостров Тринити.